# Ostrowo Kościelne
Ostrowo Kościelne – wieś w Polsce położona w województwie wielkopolskim, w powiecie słupeckim, w gminie Strzałkowo.
W latach 1954–1971 wieś była siedzibą władz gromady Ostrowo Kościelne, po jej zniesieniu w gromadzie Strzałkowo. W latach 1975–1998 miejscowość administracyjnie należała do województwa konińskiego.
W okresie PRL-u we wsi powstało Zespołowe Gospodarstwo Rolne Spółdzielni Kółek Rolniczych w Strzałkowie. 
We wsi znajduje się drewniany, zabytkowy kościół parafialny pw. Nawiedzenia NMP z XVIII w. (nr rej.: AK-I-11a/269 z 14.03.1933 r.). 